# Forêts
Departamentul Forêts (franceză Département Forêts) a fost un departament al Franței din perioada revoluției și a primului Imperiu. 
Departamentul a fost format în urma ocupării de către trupele revoluționare franceze a Țările de Jos Austriece în 1794. Departamentul este organizat din teritorii ce au făcut parte din ducatele Luxemburg și Bouillon. Numele departamentului înseamnă în franceză păduri și se referă la pădurile din Ardeni. Departamentul este divizat în 4 arondismente și 27 cantoane astfel:
- arondismentul Luxemburg, cantoanele: Luxemburg, Arlon, Bettembourg, Betzdorf, Grevenmacher, Mersch, Messancy și Remich (Arlon și Messancy actualmente în Belgia, restul în Luxemburg).
- arondismentul Bitburg, cantoanele: Bitburg, Arzfeld, Dudeldorf, Echternach și Neuerburg (Echternach actualmente în Luxemburg, restul în Germania).
- arondismentul Diekirch, cantoanele: Diekirch, Clervaux, Ospern, Vianden și Wiltz (actualmente în Luxemburg).
- arondismentul Neufchâteau, cantoanele: Neufchâteau, Bastogne, Étalle, Fauvillers, Florenville, Houffalize, Paliseul, Sibret și Virton (actualmente în Belgia).

În urma înfrângerii lui Napoleon la Waterloo, teritoriul este divizat între Regatul Prusiei și Marele Ducat Luxemburg care este în uniune personală cu Regatul Unit al Țărilor de Jos. În 1830, în urma Revoluției belgiene Luxemburgul este divizat în statul independent Luxemburg și provincia belgiană Luxemburg astfel că actualmente teritoriul fostului departament Forêts este cuprins în Luxemburg, Belgia și Germania.